# Cambra d'espurnes

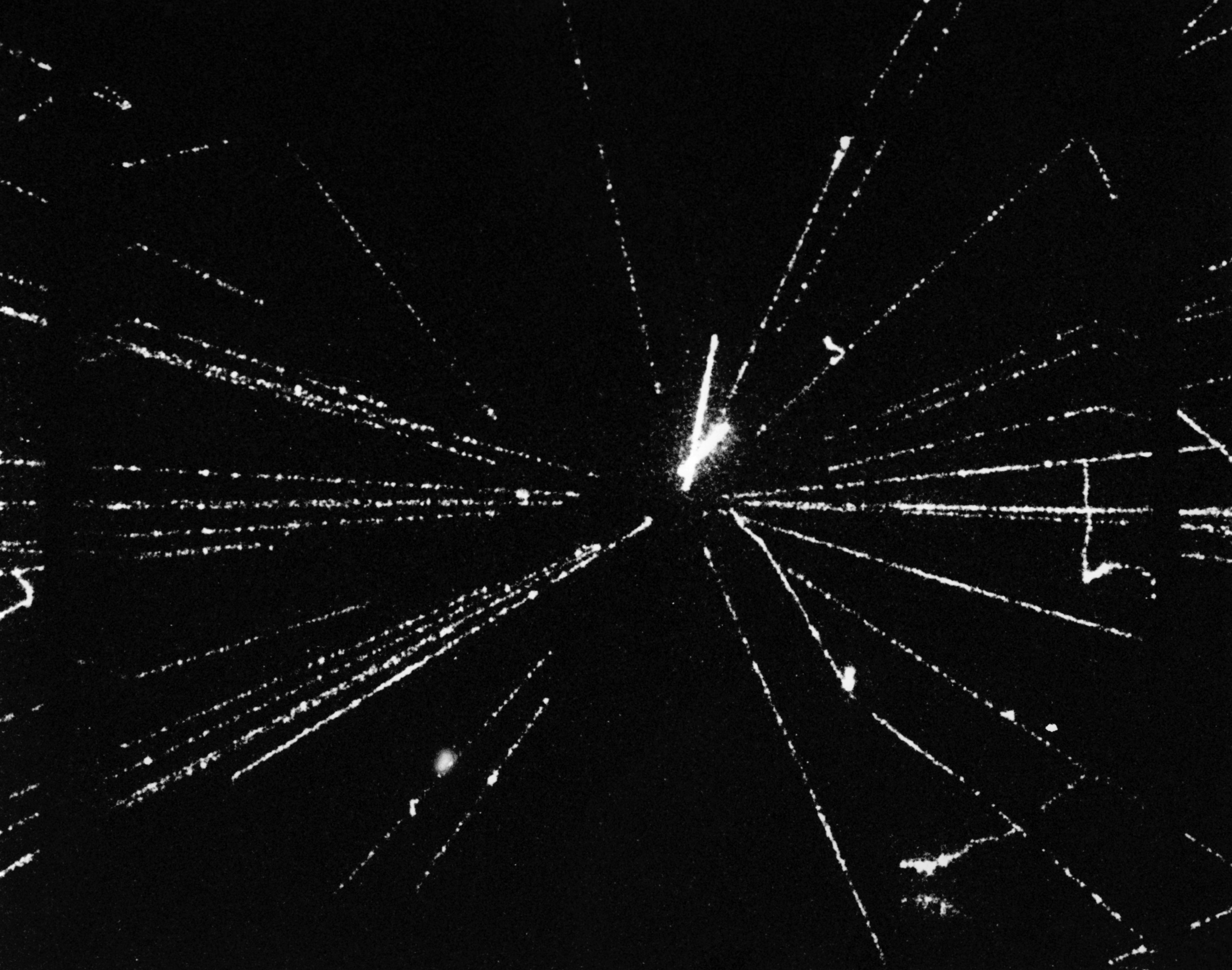
Una col·lisió entre un protó i un antiprotó registrada mitjançant una cambra d'espurnes de l'experiment UA5 del CERN.

Una cambra d'espurnes és un detector de partícules. Està formada per una cambra que conté un gas noble (heli, neó, argó o una barreja de diversos), i que està compresa entre dos plans a diferent potencial elèctric (típicament d'uns milers de volts). Quan una partícula carregada, com un electró, travessa el gas, deixa una traça de gas ionitzat. En aplicar una diferència de potencial entre els dos plans, es produeix una descàrrega (una espurna) entre els plans. L'espurna indica on s'ha produït l'impacte. En col·locar diverses càmeres una a sobre d'una altra, es pot observar la trajectòria de la partícula, que es registra bé a primera vista o bé mitjançant una càmera fotogràfica que s'activa quan es produeix la descàrrega.
Aquest tipus de detector s'usava sobretot en la dècada de 1970 i ha estat actualment substituït per la cambra de fils.